# Only a Northern Song
Pistes de Yellow Submarine
Yellow Submarine
(1) All Together Now
(3)
Only A Northern Song est une chanson des Beatles écrite par George Harrison qui se trouve sur l'album Yellow Submarine publié en 1969. Elle est pourtant plus ancienne et a été composée et enregistrée début 1967 pour l'album Sgt. Pepper's Lonely Hearts Club Band. Sur une musique cacophonique, la chanson est un prétexte à un règlement de comptes avec la société Northern Songs Ltd., chargée de l'édition des compositions des Beatles. Harrison se sent en effet volé par cette société, et juge trop dérisoire la place qui lui est accordée au sein du groupe.
Les enregistrements se déroulent en février et avril 1967, mais la chanson n'est finalement pas retenue sur l'album et Harrison compose à la place Within You Without You. L'année suivante, elle est choisie pour apparaître dans la bande originale du dessin animé Yellow Submarine et donc publiée sur le disque du même nom, en janvier 1969.

## Historique

### Composition et sens

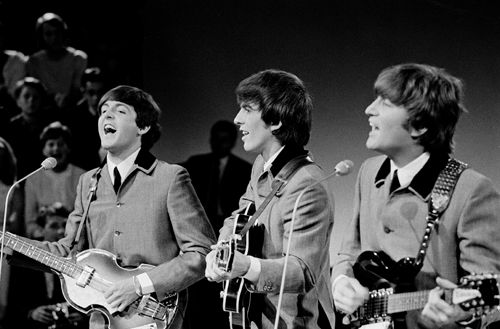
Dans Only a Northern Song, George Harrison (au centre) évoque son sentiment d'infériorité dans le groupe par rapport à John Lennon (à droite) et Paul McCartney (à gauche).

Bien que publiée en 1969 sur l'album Yellow Submarine, Only a Northern Song est une composition nettement plus ancienne, datant de 1967. À l'époque, George Harrison émerge progressivement comme compositeur. L'album Revolver publié en 1966 a en effet marqué un tournant, Harrison y signant trois chansons dont le bouillant Taxman et un morceau aux allures indiennes, Love You To. Malgré cela, il reste nettement en retrait par rapport au tandem Lennon/McCartney, et ce sur le plan artistique, mais aussi d'un point de vue financier. Harrison découvre que les droits d'édition des chansons qu'il compose (comme pour celles des deux autres) sont gérés par la société Northern Songs Ltd fondée par leur manager Brian Epstein et gérée par Dick James. Or, tandis que les deux compositeurs principaux (et seuls compositeurs du groupe à l'époque de la fondation de la société) détiennent 30 % des parts, Ringo Starr et George Harrison n'ont droit qu'à 1,6 % chacun. On comprend donc les tensions générées au sein du groupe dans la mesure où Harrison devient lui-même compositeur.
Harrison l'explique ainsi en 1999 : « C'est au moment où j'ai réalisé que Dick James m'avait dupé concernant les copyrights de mes propres chansons en me proposant de devenir mon éditeur. Comme tout gamin de 18 ou 19 ans, je me suis dit « génial ! Quelqu'un va éditer mes chansons ! » Mais il n'a jamais dit « et par ailleurs, en signant ce document, vous me cédez la propriété de vos chansons », ce qui était le cas. C'était tout simplement un vol flagrant. » Only a Northern Song est donc une pique adressée à la société d'édition. Sur une musique totalement cacophonique, Harrison explique que, pour l'auditeur, la chanson peut sembler anarchique, que le groupe peut avoir l'air de jouer mal, mais qu'elle a tout simplement été écrite comme ça. Il ajoute que peu importent les accords, les paroles, ce sera toujours « a Northern Song ».
Ce commentaire aigri est donc à l'origine composé pour le disque Sgt. Pepper's Lonely Hearts Club Band, mais le morceau est rapidement écarté par le reste du groupe, notamment dans la mesure où il nuit à son image d'unité. Deux ans plus tard, une autre chanson de Harrison sur le même thème, Not Guilty, subit le même sort. Toutes deux sont symboliques d'un sentiment de frustration croissant chez le guitariste, qui conduit à son départ temporaire du groupe en 1969, et à sa forte prise de distance vis-à-vis de cet héritage au cours de sa carrière solo.
Une légende concernant la composition de cette chanson est née après coup. Lors de la réalisation du dessin animé Yellow Submarine, une chanson aurait manqué pour la bande originale. Le producteur du film, Al Brodax, l'aurait annoncé en studio à deux heures du matin, et Harrison l'aurait composée en une heure avant de la tendre à Brodax, en disant « Here Al, it's only a northern song ! » (« Tiens, Al ! C'est juste une chanson du Nord (ou 'une Northern Song') ! » en rapport bien sûr avec la société Northern Song. Cette anecdote ne concorde pas avec la chronologie, dans la mesure où les premières séances d'enregistrement de la chanson ont eu lieu bien avant le bouclage de la bande originale du film.

### Enregistrement

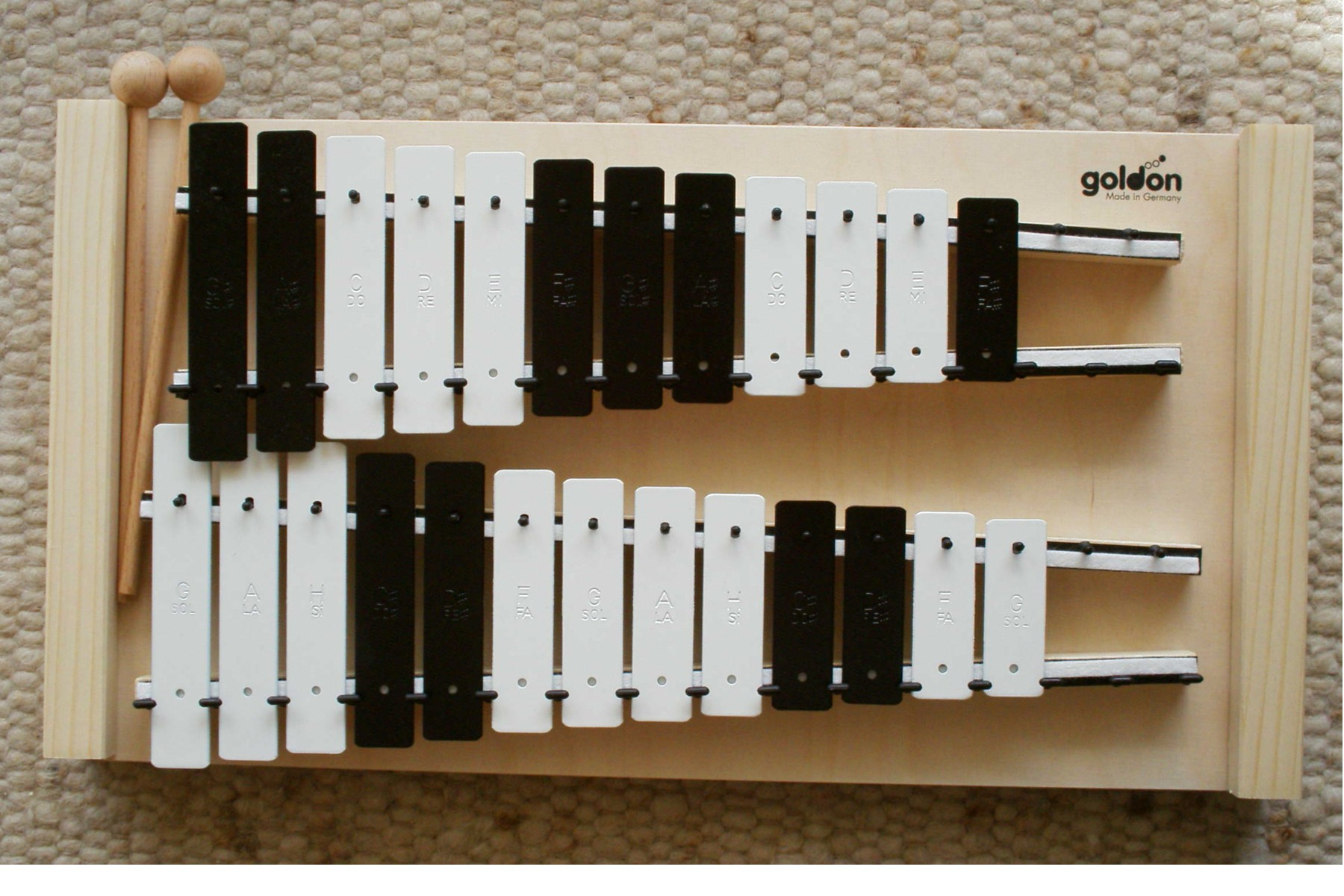
John Lennon joue du glockenspiel sur cette chanson.

L'enregistrement de cette chanson débute au cœur des sessions d'enregistrement de Sgt. Pepper's Lonely Hearts Club Band, le 13 février 1967. Elle est alors sobrement intitulée Not Known (« inconnu »), en référence à la tenace habitude de George Harrison à ne pas trouver de titre à ses chansons. Neuf prises sont réalisées au cours de la nuit pour enregistrer la piste rythmique, donc quatre seulement parviennent à leur terme. La troisième prise est finalement jugée la meilleure et conservée pour le lendemain, Harrison enregistrant alors son chant, qui est doublé. George Martin et un Geoff Emerick peu convaincu se chargent d'un premier mixage mono. Dès le mois de mars, cependant, il est évident que la chanson n'apparaîtra pas sur l'album, et Harrison se recentre sur une autre chanson, Within You Without You.
Le 19 avril, Emerick est chargé de produire un nouveau mixage, en prévision de nouvelles séances de travail. Dès le lendemain, le groupe retourne en studio pour retravailler totalement la chanson. Une nouvelle piste de basse est enregistrée, Lennon joue du glockenspiel, McCartney de la trompette. Ce dernier raconte : « Je me rappelle avoir joué un morceau de trompette ridicule. Mon père en jouait. Je ne sais pas en jouer, mais je peux déconner pas mal avec une trompette — et cette chanson a été l'occasion idéale. C'était très second degré. » Le lendemain, un nouveau mixage combinant les deux versions est réalisé. À l'instar d'autres compositions de Harrison cette année-là (Blue Jay Way et It's All Too Much), Only a Northern Song ne donne pas de place aux guitares, qui sont remplacées par le son de l'orgue, prépondérant. Les effets sonores ont également pour but de garder un vague rapport avec l'Inde, qui occupe alors une grande place dans l'esprit du compositeur. Le grand nombre de bruitages présents est également caractéristique d'une autre chanson enregistrée à la même période, Being for the Benefit of Mr. Kite!.
Si la chanson est écartée de Pepper's, elle n'est pas oubliée pour autant. Lorsque les Beatles sont amenés à composer des chansons pour la bande originale du dessin animé Yellow Submarine, un nouveau mixage (réalisé le 15 novembre 1967) est envoyé aux producteurs. Le mixage stéréo doit pour sa part attendre l'année suivante et le projet album pour la bande originale pour être réalisé, le 29 octobre 1968. Il est particulièrement compliqué à faire, les mixages monophoniques ayant eux-mêmes été problématiques, et il s'agit en réalité de « fausse stéréo », comme le relève Mark Lewisohn.

### Parution
Only a Northern Song paraît le 17 janvier 1969 en deuxième position sur l'album Yellow Submarine qui se révèle une relative déception pour les fans dans la mesure où le disque ne contient que six chansons, dont deux ont déjà été publiées auparavant. Le disque est donc le moins connu de la discographie des Beatles, et la chanson peu connue. Les Beatles envisagent un temps de publier les chansons inédites sur un EP qui serait d'un prix plus accessible, mais le projet n'aboutit pas. Pour Richie Unterberger, du site AllMusic, cette chanson et It's All Too Much, l'autre ajout de Harrison, sont les morceaux les plus frappants du disque. Il ajoute que Only a Northern Song est une des rares chansons à montrer « ce que c'est qu'être un Beatle ».
En 1995, une nouvelle version de la chanson est publiée sur le disque Anthology 2, avec des paroles légèrement différentes. En 1999, un véritable mixage stéréophonique est réalisé pour la publication de l'album Yellow Submarine Songtrack. Only a Northern Song est une des rares chansons du groupe à ne pas avoir fait l'objet de reprise notable.

## Fiche technique

### Interprètes
- George Harrison : chant, orgue Hammond, orgue additionnel, dialogues, bruitages
- John Lennon : piano, glockenspiel, dialogues, bruitages
- Paul McCartney : basse, trompette, bruitages
- Ringo Starr : batterie, bruitages

- Instruments additionnels joués par les Beatles : Mellotron, Timbales, percussions additionnelles

### Équipe de production
- George Martin : producteur
- Geoff Emerick : ingénieur du son
- Richard Lush : ingénieur du son
- Graham Kirkby : ingénieur du son